# Thillombois
Thillombois [tijɔ̃bwa] est une commune française située dans le département de la Meuse, en région Grand Est.

## Géographie

### Situation
Thillombois est située dans le Nord-Est de la France, à une altitude de 240 mètres. La commune s'étend sur une superficie d'environ 1 300 ha.

#### Communes limitrophes
| Récourt-le-Creux | Bouquemont  | Bouquemont |
| Courouvre        | Thillombois | Lahaymeix  |
| Courouvre        | Lahaymeix   | Lahaymeix  |

### Hydrographie
La commune est traversée par la ligne de partage des eaux entre les bassins versants de la Meuse et de la Seine au sein respectivement du bassin Rhin-Meuse et du bassin Seine-Normandie. Elle est drainée par le ruisseau de Thillombois,.
Le ruisseau de Thillombois, d'une longueur de 10 km, prend sa source dans la commune de Douaumont-Vaux et se jette  dans le Bras de Bouquemont à Troyon, après avoir traversé trois communes. 

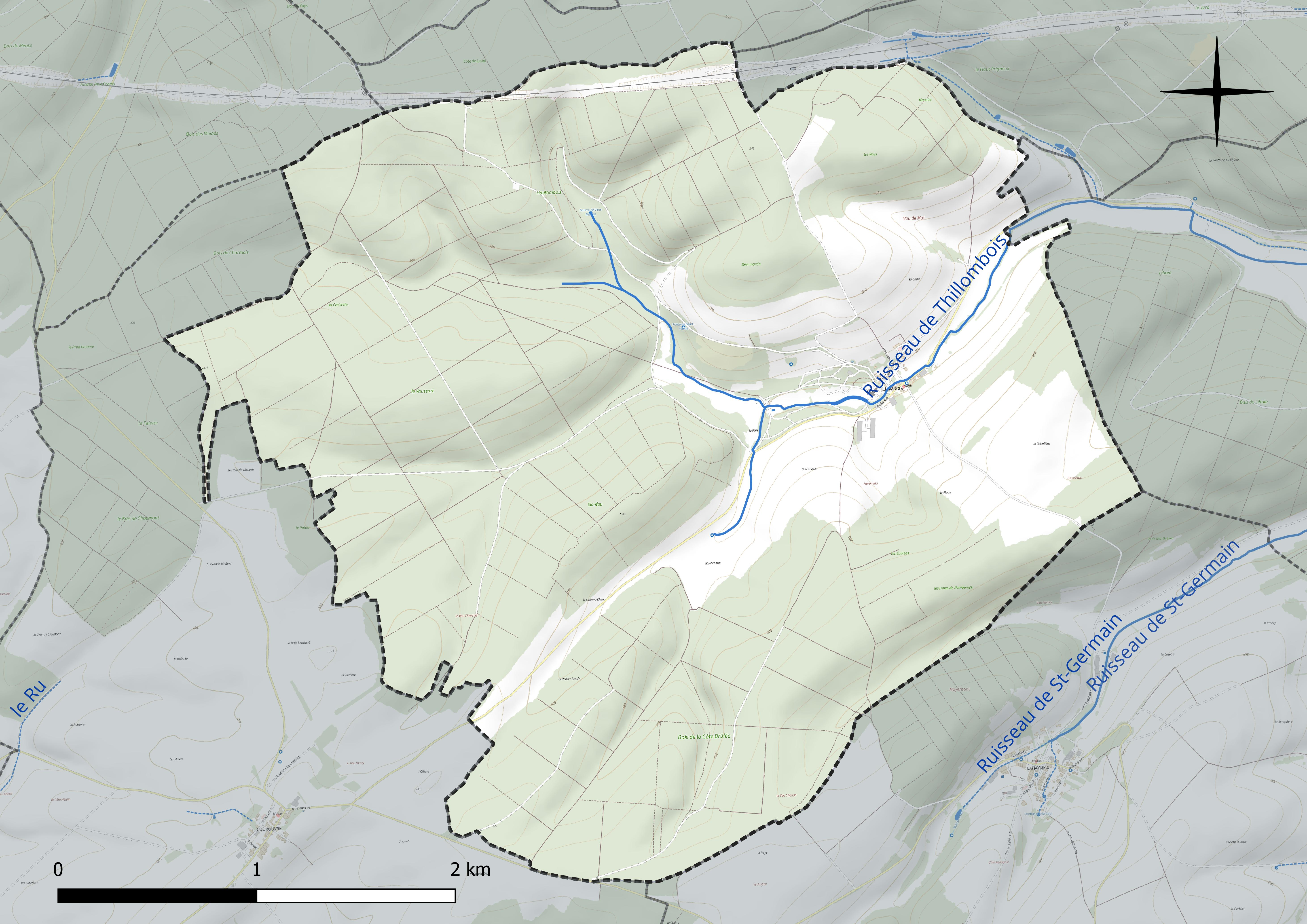
Réseau hydrographique de Thillombois.

### Climat
Pour des articles plus généraux, voir Climat du Grand Est et Climat de la Meuse.
En 2010, le climat de la commune est de type climat de montagne, selon une étude du Centre national de la recherche scientifique s'appuyant sur une série de données couvrant la période 1971-2000. En 2020, Météo-France publie une typologie des climats de la France métropolitaine dans laquelle la commune est exposée à un climat océanique altéré et est dans la région climatique  Lorraine, plateau de Langres, Morvan, caractérisée par un hiver rude (1,5 °C), des vents modérés et des brouillards fréquents en automne et hiver. 
Pour la période 1971-2000, la température annuelle moyenne est de 9,5 °C, avec une amplitude thermique annuelle de 16,2 °C. Le cumul annuel moyen de précipitations est de 1 036 mm, avec 14,6 jours de précipitations en janvier et 9,7 jours en juillet. Pour la période 1991-2020, la température moyenne annuelle observée sur la station météorologique de Météo-France la plus proche, « Chaumont_sapc », sur la commune de Chaumont-sur-Aire à 11 km à vol d'oiseau, est de 10,8 °C et le cumul annuel moyen de précipitations est de 850,0 mm. 
La température maximale relevée sur cette station est de 41,1 °C, atteinte le 25 juillet 2019 ; la température minimale est de −15,5 °C, atteinte le 20 décembre 2009,,. 
Les paramètres climatiques de la commune ont été estimés pour le milieu du siècle (2041-2070) selon différents scénarios d'émission de gaz à effet de serre à partir des nouvelles projections climatiques de référence DRIAS-2020. Ils sont consultables sur un site dédié publié par Météo-France en novembre 2022.

## Urbanisme

### Typologie
Au 1er janvier 2024, Thillombois est catégorisée commune rurale à habitat très dispersé, selon la nouvelle grille communale de densité à sept niveaux définie par l'Insee en 2022.
Elle est située hors unité urbaine et hors attraction des villes,.

### Occupation des sols
L'occupation des sols de la commune, telle qu'elle ressort de la base de données européenne d’occupation biophysique des sols Corine Land Cover (CLC), est marquée par l'importance des forêts et milieux semi-naturels (78,9 % en 2018), une proportion identique à celle de 1990 (78,9 %). La répartition détaillée en 2018 est la suivante : 
forêts (78,9 %), terres arables (18 %), prairies (3,1 %). L'évolution de l’occupation des sols de la commune et de ses infrastructures peut être observée sur les différentes représentations cartographiques du territoire : la carte de Cassini (XVIIIe siècle), la carte d'état-major (1820-1866) et les cartes ou photos aériennes de l'IGN pour la période actuelle (1950 à aujourd'hui).

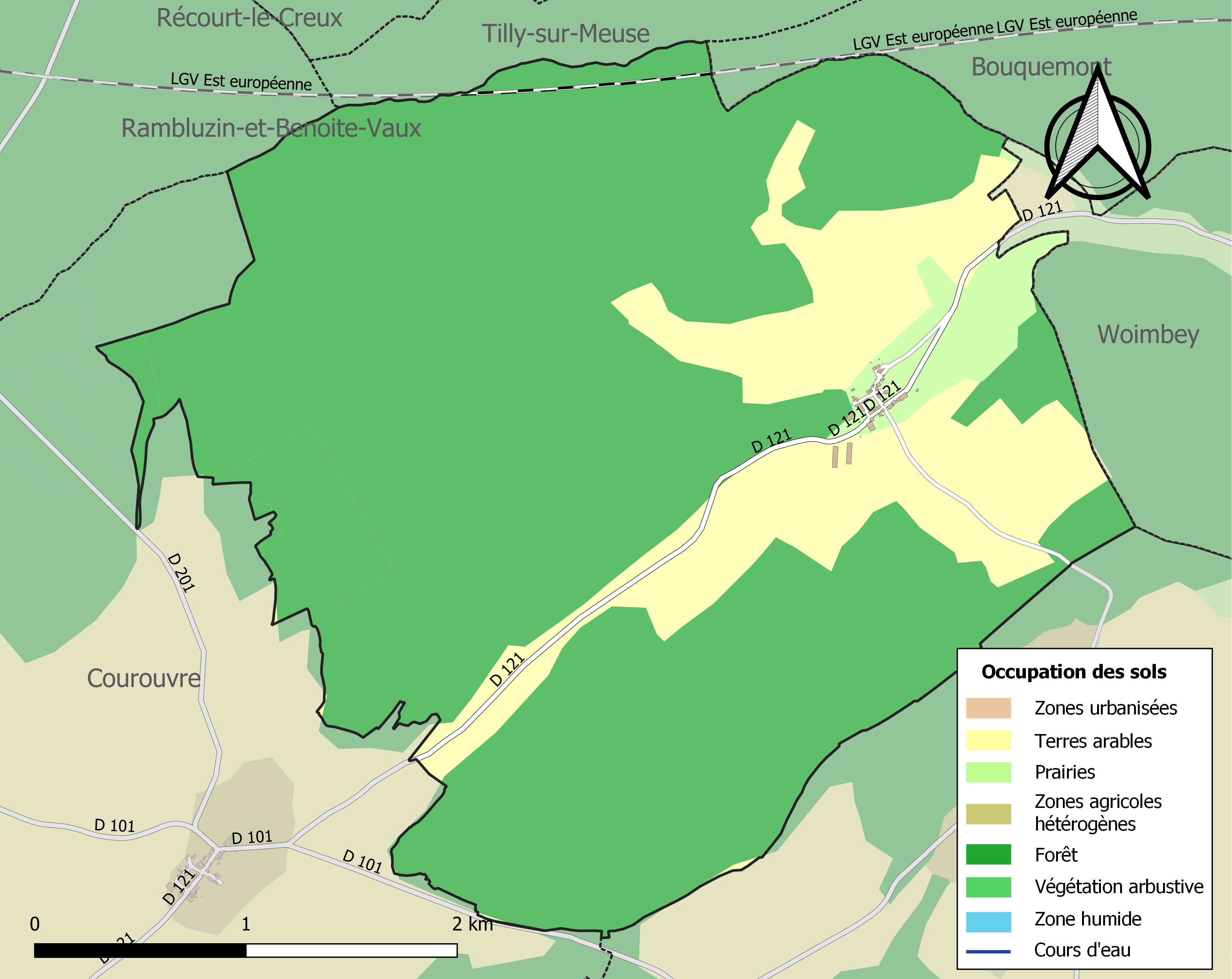
Carte des infrastructures et de l'occupation des sols de la commune en 2018 (CLC).

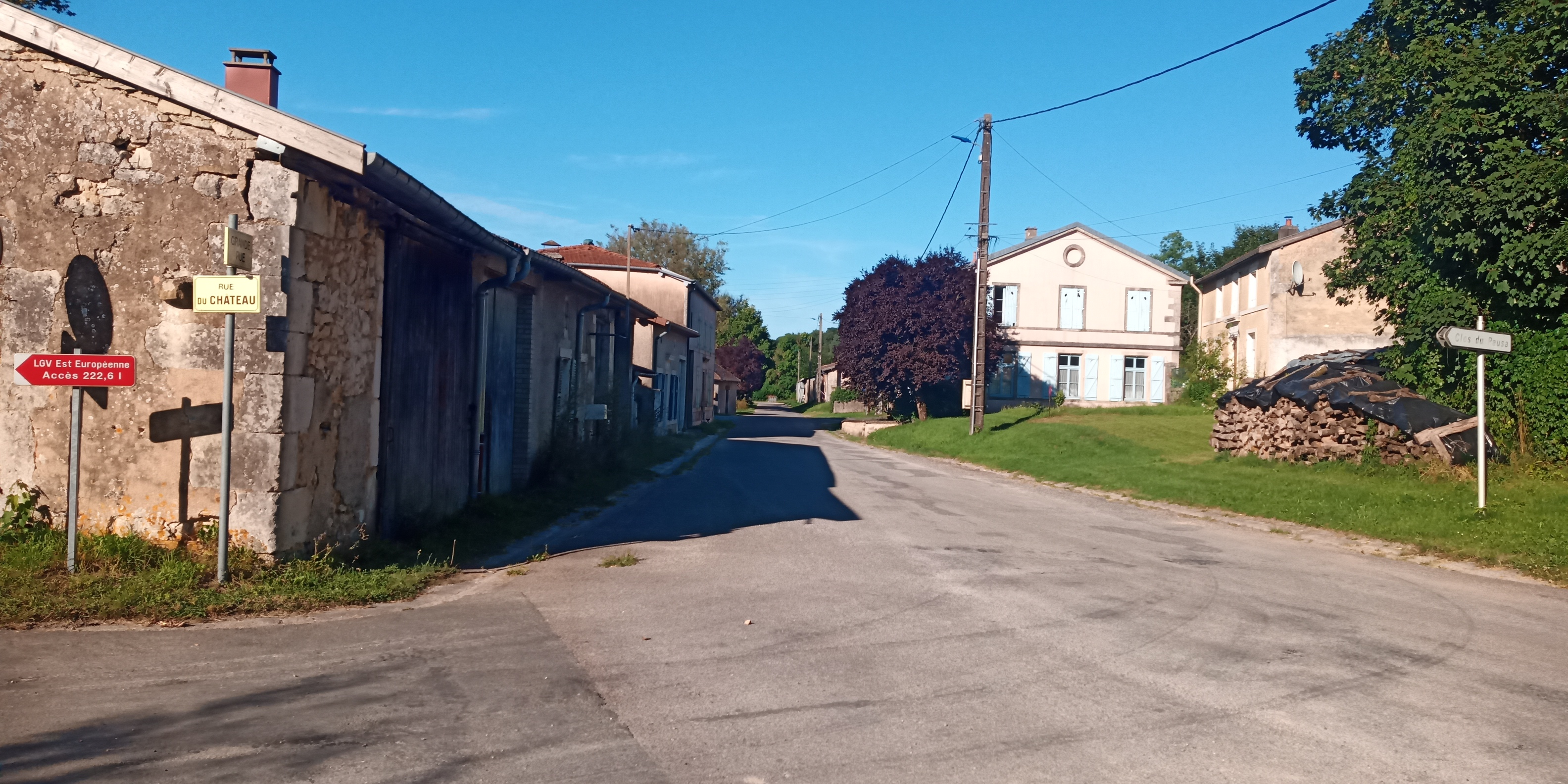
Grande rue de Thillombois

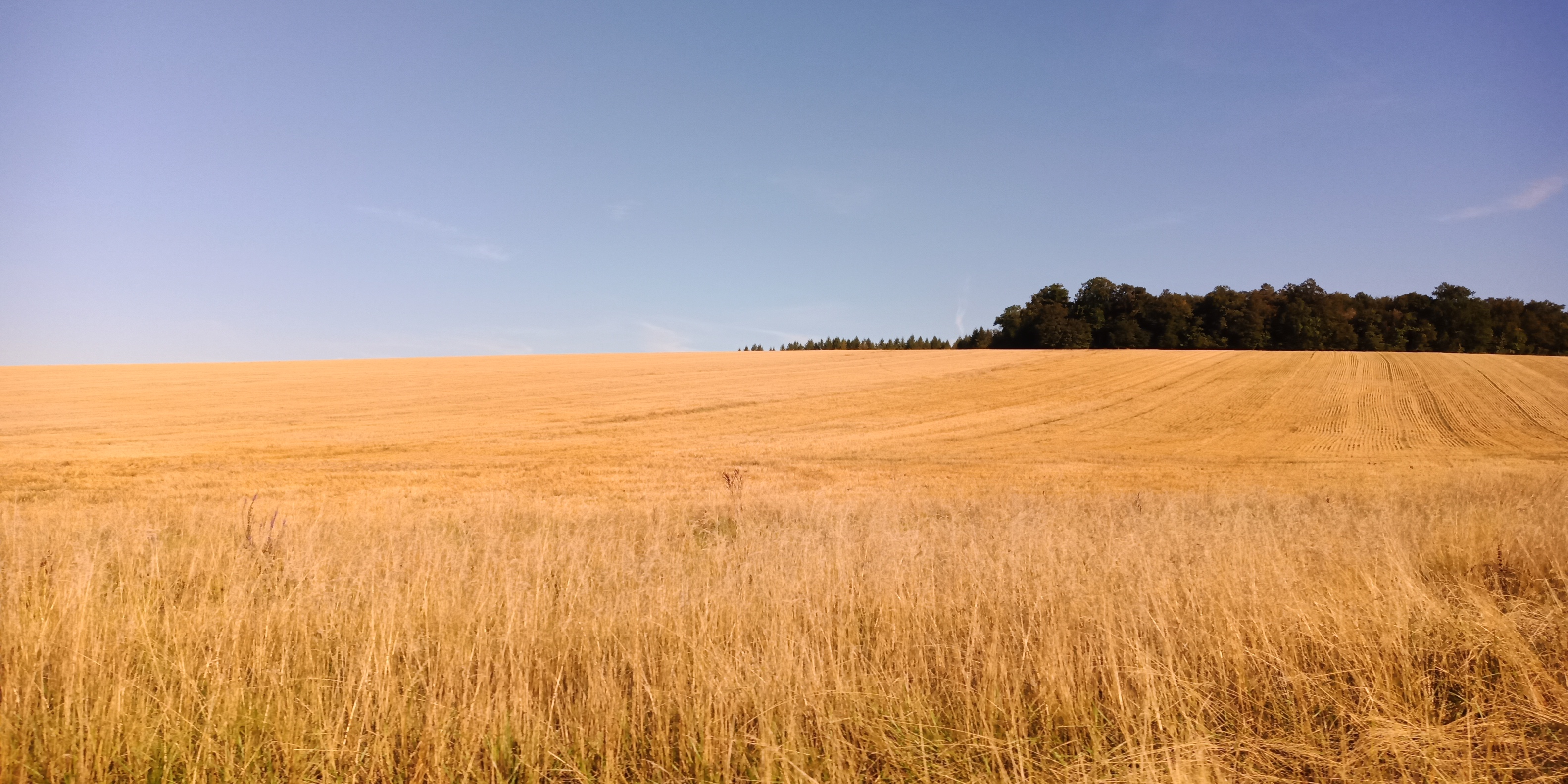
Paysage près de Thillombois (Meuse)

## Toponymie
Le nom de la localité est attesté sous la forme  Tillombois en 1373.
Il s'agit d'une formation toponymique médiévale en -bois (cf. également noms en -bosc, -bos) qui représente la fixation dans la toponymie de l'ancien français bosc, bos, bois au sens d'« espace boisé ». Le premier élément Thillon- est, selon le mode de composition déterminant - déterminé influencé par le germanique, un nom de personne. Albert Dauzat propose l'anthroponyme germanique Thilo au cas régime > Thilon, mais Ernest Nègre préfère Teutelo cité par Marie-Thérèse Morlet. 
Voir Grimbosq, Auberbosc, etc. tous formés avec des noms de personnes. Voir aussi bambois.
Remarque : l'abbé François Falc'hun a proposé en son temps une formation hybride celto-latine, en se fondant sur un gaulois *tillenn (non attesté) et le bas latin boscum > bois (d'origine germanique). On ne conserve aucune trace d'un mot gaulois de ce type, ayant ce sens et l'association d'un appellatif gaulois hypothétique avec un appellatif d'origine germanique n'est pas sans poser de problème d'un point de vue chronologique. Le mot français tilleul vient du bas latin *tiliolus « tilleul », diminutif de *tilius, d'où est issu l'ancien français teil, til. Le latin classique a tilia et le breton tilh, collectif tilhenn procède du français ou du latin.

## Politique et administration
| Période                                  | Période                      | Identité                                         | Étiquette | Qualité              |
| ---------------------------------------- | ---------------------------- | ------------------------------------------------ | --------- | -------------------- |
| Les données manquantes sont à compléter. |                              |                                                  |           |                      |
| mars 2001                                | mars 2008                    | Daniel Lavoine                                   |           |                      |
| mars 2008                                | En cours (au 3 juillet 2020) | Jean-Marie Huraut Réélu pour le mandat 2020-2026 | UDI       | Agriculteur retraité |

## Population et société

### Démographie
L'évolution du nombre d'habitants est connue à travers les recensements de la population effectués dans la commune depuis 1793. Pour les communes de moins de 10 000 habitants, une enquête de recensement portant sur toute la population est réalisée tous les cinq ans, les populations de référence des années intermédiaires étant quant à elles estimées par interpolation ou extrapolation. Pour la commune, le premier recensement exhaustif entrant dans le cadre du nouveau dispositif a été réalisé en 2004.

En 2022, la commune comptait 30 habitants, en stagnation par rapport à 2016 (Meuse : −4,4 %, France hors Mayotte : +2,11 %).
| 1793 | 1800 | 1806 | 1821 | 1831 | 1836 | 1841 | 1846 | 1851 |
| ---- | ---- | ---- | ---- | ---- | ---- | ---- | ---- | ---- |
| 223  | 262  | 280  | 269  | 210  | 200  | 215  | 199  | 187  |

| 1856 | 1861 | 1866 | 1872 | 1876 | 1881 | 1886 | 1891 | 1896 |
| ---- | ---- | ---- | ---- | ---- | ---- | ---- | ---- | ---- |
| 169  | 175  | 160  | 177  | 180  | 173  | 161  | 157  | 147  |

| 1901 | 1906 | 1911 | 1921 | 1926 | 1931 | 1936 | 1946 | 1954 |
| ---- | ---- | ---- | ---- | ---- | ---- | ---- | ---- | ---- |
| 137  | 134  | 140  | 120  | 135  | 83   | 64   | 78   | 71   |

| 1962 | 1968 | 1975 | 1982 | 1990 | 1999 | 2004 | 2006 | 2009 |
| ---- | ---- | ---- | ---- | ---- | ---- | ---- | ---- | ---- |
| 69   | 46   | 32   | 29   | 36   | 35   | 37   | 34   | 36   |

| 2014 | 2019 | 2022 | - | - | - | - | - | - |
| ---- | ---- | ---- | - | - | - | - | - | - |
| 33   | 31   | 30   | - | - | - | - | - | - |

## Culture locale et patrimoine

### Lieux et monuments

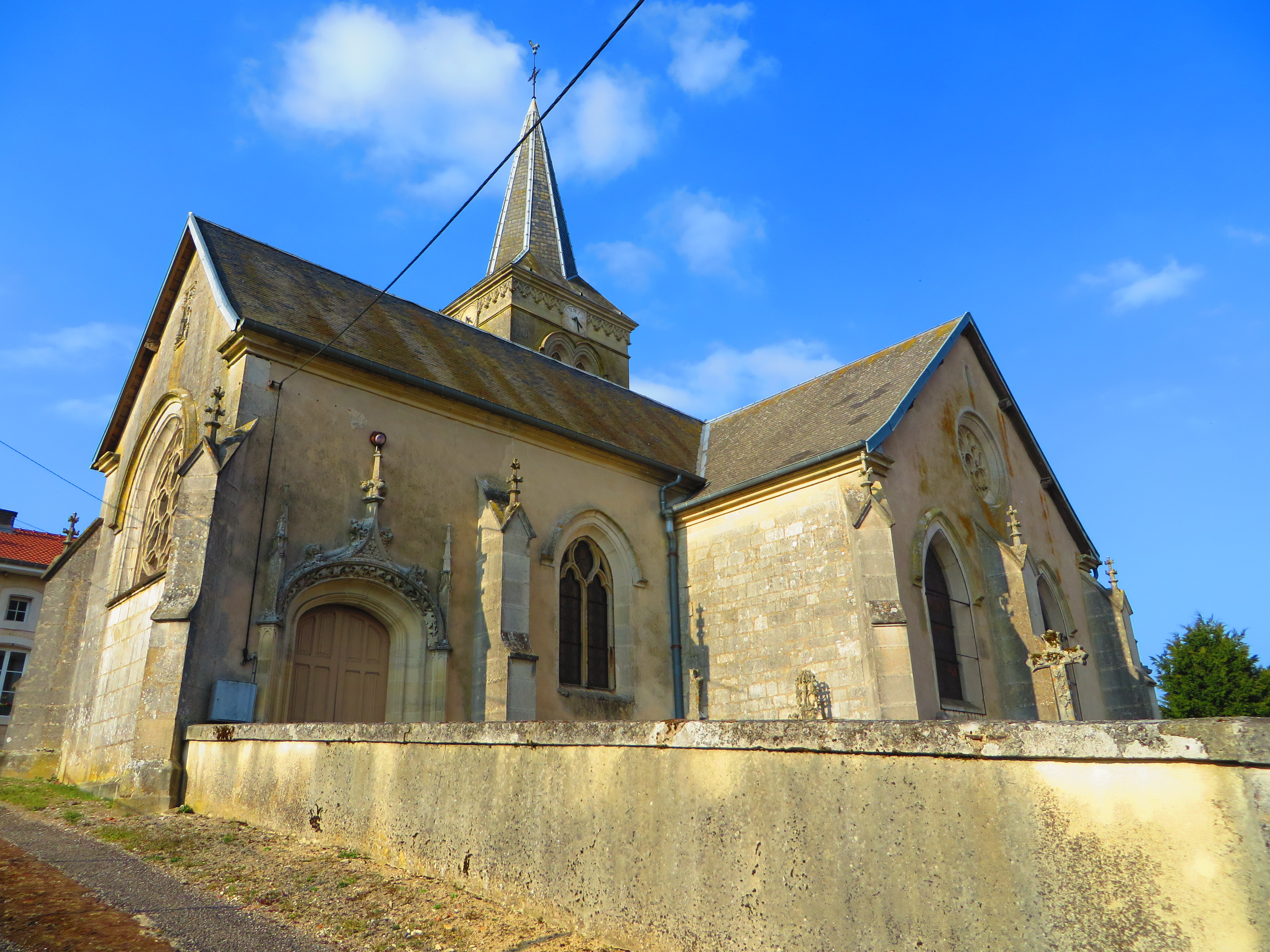
L'église Saint-Martin.

- Dans la commune de Thillombois on retrouve un beau château d'origine médiévale et restauré au XIXe  Inscrit MH (1995)[24].
- L'église Saint-Martin (XVe siècle).

### Héraldique
| Blason de Thillombois | Blason  | D'or à la tour de gueules, ouverte et ajourée du champ ; chapé de gueules chargé à dextre d'une fleur de tilleul d'or et, à senestre, d'une roue de moulin du même. |
| Blason de Thillombois | Détails | Création de R.A. Louis avec les conseils de la Commission Héraldique de l'UCGL. Adopté par la commune en octobre 2013.                                              |